# 滝川法直
滝川 法直（たきがわ のりなお）は、江戸時代前期の旗本嫡子。
通称は左兵衛。

## 生涯
旗本滝川忠征の長男。生年は不明だが、年齢の離れた同母弟に慶長7年（1602年）生まれの滝川時成がいる。
慶長12年（1607年）4月、日向国飫肥藩主伊東祐兵の娘と大坂で婚礼を挙げた。
慶長19年（1614年）3月、徳川家康の六男松平忠輝の居城高田城の普請奉行を伊東政世、山城忠久とともに務め、同年7月に竣工した。
同年9月に家督を相続することなく死去した。
法直には男子がなく、死去時に存命の弟はすでに徳川義直に近習として召し出されて尾張藩士となっている時成だけであったので、父の忠征は外孫（浅野忠正と法直の姉の間の三男）直政を法直の娘婿に迎えて養孫とし、滝川家の家禄を相続させている。
法直の遺品に伝明兆筆（如拙筆とも）の「琴棋図屏風」（重要文化財）があり、法直が生前に大徳寺龍光院の江月宗玩に帰依していたことから死後に父の忠征によって龍光院に寄進された。

## 系譜
- 父：滝川忠征（1559 - 1635）
- 母：南部下総守[注釈 2]の娘
  - 同母弟：滝川時成（1602 - 1679） – 尾張藩士
  - 異母弟：滝川忠尚（? - 1687） – 尾張藩士
- 正室：伊東祐兵（日向国飫肥藩主）の娘（1592 - ?）
  - 長女：滝川直政室
  - 次女：伊東祐久（日向国飫肥藩主、祐兵の孫）室
  - 養子：滝川直政（浅野忠正の三男）